# 通猜·麦金泰
通猜·麦金泰（1958年12月8日—），泰国男演员、歌手。他的生涯专辑销量超过2500万张。

## 早年生活
通猜出生于曼谷的贫民区，父亲是泰国、苏格兰混血，母亲是泰裔马来西亚人。通猜是家中九位子女的老幺，少时即为补贴家用，在周边收费辅导英语。他的家人酷爱音乐，因此他在音乐的熏陶中长大。

## 演艺生涯
通猜自学校毕业后，最初在银行当职员。后来被发掘，成为艺人。他作为演员最知名的角色是1990年在《日落湄南河》中扮演一位爱上泰国女孩的日军少尉。该剧收视率突破40%，为史上最成功的泰剧。作为歌手，他的生涯巅峰在1990年代初期，他发行的专辑中有七张突破了百万销量。
香港乐队草蜢的《失恋阵线联盟》便是翻唱自通猜的歌曲《Ku Gad》（又写作《Koo Gud》）。

## 著名音樂作品
- Hard-Sai Sai-Lom Song-Rao (1986)
- Sabai-Sabai (1987)
- Rub-Kwun-Wan-Mai (1987)
- Boomerang Man (1990)
- Ku Gad (1990)
- Bird Chilli (1991)
- Smile Club (Oct 2001)
- Smile Club Remix (Mar 29, 2002)
- Chud Rab Kaek (2002)
- Fan Ja...Sanid Kun Leaw Ja (Mar 17, 2003)
- Bird Son Bird Sek (Jun 2004)
- Volume 1 (Jul 2005)

## 电视剧
- Khu Kam (คู่กรรม)
- Wan née tee ror koy (วันนี้ที่รอคอย)